# Девід Форсайт
Девід Форсайт (англ. David Forsyth, 16 травня 1854, община Олнесс, область Росс-шир, Шотландія — 30 грудня 1909, Данідін, Нова Зеландія) — шотландський правник, шахіст і шаховий організатор. Був соліситором (помічником адвоката) у Верховному суді Шотландії. Розробив шахову нотацію, яка зараз носить назву Форсайта — Едвардса. Емігрував до Нової Зеландії, став чемпіоном країни з шахів 1901 року. Був автором, імовірно, першої у світі колонки, присвяченої ґо (у новозеландській газеті Otago Witness у 1902—1903).

## Життєпис і діяльність
Народився в общині Олнесс (колишня область Росс-шир, тепер у складі Гайленду), що на півночі Шотландії. Батько, також Девід Форсайт — фермер і мировий суддя.
Навчився грати в шахи в 26-літньому віці. 1883 року вступив до Шахового клубу Ґлазґо, невдовзі був обраний його секретарем, а потім — скарбником. Швидко здобув славу сильного гравця й був серед фаворитів головного турніру першого Конгресу Шотландської шахової асоціації в липні 1884 в Ґлазґо. Того ж року обраний секретарем і скарбником новозаснованої Шотландської шахової асоціації. Сучасники відзначали його вміння грати всліпу. Вів шахові колонки у газетах «Glasgow Weekly Herald» і «Weekly Scotsman».
Уперше роз'яснив свою шахову нотацію у часописі Glasgow Weekly Herald за 10 лютого 1883. Згодом нотацію Форсайта описували в таких шахових виданнях як «Modern Chess Instructor», «Principles of Chess» і «Problem Art».
1887 року переїхав до Единбурґа. Здобув чемпіонство Шахового клубу Единбурґа, певний час працював його секретарем. Організував чимало матчів між місцевими шаховими клубами, а також між Единбурґом і Ґлазґо, Единбурґом і Ньюкаслом, Единбурґом і Данді. Відновив давні матчі між Східною та Західною Шотландією. Завдяки його старанням та популяризації, команди розрослись від 30 гравців колись до 64 гравців у матчі 1889 року та аж 93 гравців у кожній із команд у матчі 1890 року. Цей рекорд залишився неперевершеним.
Організований за його ініціативи кореспонденційний матч між Шотландською шаховою асоціацією та Ірландською шаховою асоціацією (1886—1887) зібрав по 64 гравці у кожній зі збірних і став наймасовішим на той час міжнародним шаховим матчем.